# Munir Mangal

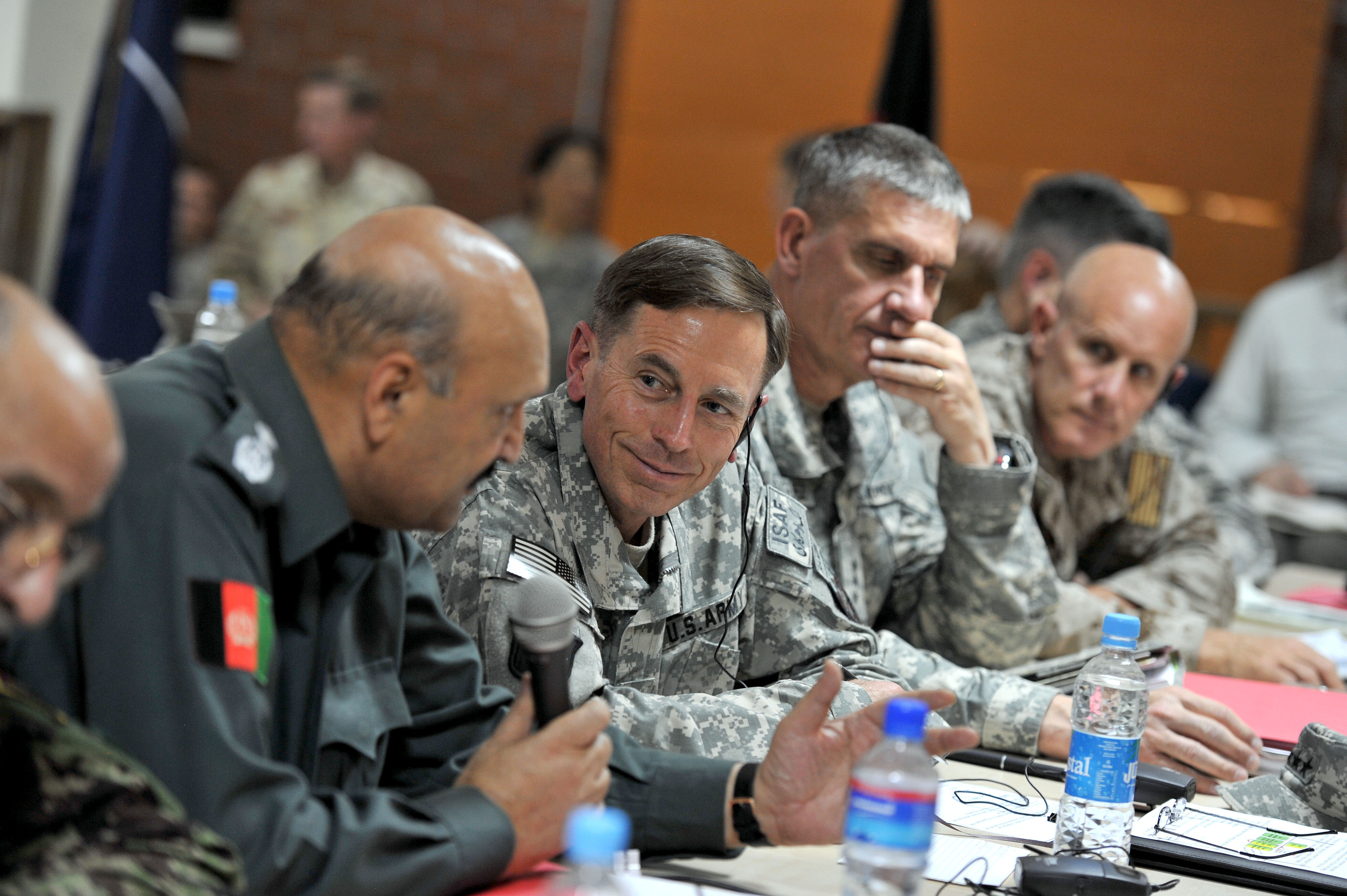
Munir Mangal im Gespräch mit General David Petraeus bei einer Konferenz am 7. Juli 2010.

Munir Mangal (geb. 1950 im Tsamkani-Distrikt der Provinz Paktia, Afghanistan; gest. 2. Mai 2020 in Kabul) war ein afghanischer General und Politiker. Zuletzt war er 2016 als stellvertretender Innenminister Kommandeur der Nationalpolizei.

## Leben
Er besuchte die Grundschule und die Militärschule in Kabul. Dann studierte er Militärwesen in der Sowjetunion. 1972 begann er seine militärische Karriere als Leutnant in einer Artillerie-Division im Raum Kabul. Er kletterte die Ränge hinauf, wobei er stets im Dienste desjenigen stand, der gerade in Kabul herrschte. Nach der Einnahme Kabuls durch die Amerikaner während des Afghanistankrieges 2001 machte er sich zunächst als Korps-Kommandeur um den Wiederaufbau der Afghanischen Armee verdient. Als Kommandeur der Nationalpolizei war er Befehlshaber im Kampf gegen die Taliban. 2010 wurde er zeitweilig zum Innenminister ernannt. 2016 trat Mangal in den Ruhestand ein.
Er starb am 2. Mai 2020 während der COVID-19-Pandemie in seinem Haus in Kabul an den Folgen einer SARS-CoV-2-Infektion.